# Championnat du Rwanda de football 2006-2007
Navigation
Saison précédente Saison suivante
La saison 2006-2007 du Championnat du Rwanda de football est la cinquante-sixième édition du championnat de première division au Rwanda. Les quatorze meilleures équipes du pays sont regroupées au sein d’une poule unique où ils s’affrontent deux fois au cours de la saison, à domicile et à l’extérieur. En fin de saison, pour permettre le passage du championnat de 14 à 12 formations, les quatre derniers du classement sont relégués et remplacés par les deux meilleurs clubs de deuxième division.
C'est l'APR FC, double tenant du titre, qui est à nouveau sacré cette saison après avoir terminé en tête du classement final, ne devançant Rayon Sports FC qu’à la différence de buts. Il s’agit du neuvième titre de champion du Rwanda de l’histoire du club.

## Qualifications continentales
Le champion du Rwanda se qualifie pour la Ligue des champions de la CAF 2008 et la Coupe Kagame inter-club 2008 tandis que son dauphin obtient son billet pour la Coupe de la confédération 2008.

## Les clubs participants
| - APR FC - Rayon Sports FC - Police FC - Kiyovu Sports Association - Mukura Victory Sports FC - AS Kigali - Zèbres FC | - La Jeunesse FC - Espoir FC - Promu de D2 - Etincelles FC - Marines FC - Umuraybo Football Club - Promu de D2 - ATRACO Football Club - Kibuye FC |

## Compétition
Le barème utilisé pour établir le classement est le suivant :
- Victoire : 3 points
- Match nul : 1 point
- Défaite : 0 point

### Classement
| Rang | Équipe                    | Pts | J  | G  | N  | P  | Bp | Bc | Diff |
| ---- | ------------------------- | --- | -- | -- | -- | -- | -- | -- | ---- |
| 1    | APR FC T'C'CK             | 59  | 26 | 18 | 5  | 3  | 50 | 12 | +38  |
| 2    | Rayon Sports FC           | 59  | 26 | 18 | 5  | 3  | 53 | 23 | +30  |
| 3    | ATRACO Football Club      | 56  | 26 | 17 | 5  | 4  | 42 | 14 | +28  |
| 4    | Mukura Victory Sports FC  | 56  | 26 | 18 | 2  | 6  | 34 | 16 | +18  |
| 5    | Kiyovu Sports Association | 40  | 26 | 10 | 10 | 6  | 34 | 27 | +7   |
| 6    | Kibuye FC                 | 33  | 26 | 9  | 6  | 11 | 26 | 27 | -1   |
| 7    | Marines FC                | 31  | 26 | 8  | 7  | 11 | 24 | 24 | 0    |
| 8    | AS Kigali                 | 31  | 26 | 7  | 10 | 9  | 20 | 24 | -4   |
| 9    | Etincelles FC             | 30  | 26 | 8  | 6  | 12 | 21 | 32 | -11  |
| 10   | Police FC                 | 29  | 26 | 7  | 8  | 11 | 26 | 33 | -7   |
| 11   | Umuraybo Football ClubP   | 28  | 26 | 7  | 7  | 12 | 20 | 30 | -10  |
| 12   | Espoir FCP                | 23  | 26 | 6  | 5  | 15 | 25 | 41 | -16  |
| 13   | La Jeunesse FC            | 16  | 26 | 4  | 4  | 18 | 15 | 49 | -34  |
| 14   | Zèbres FC                 | 13  | 26 | 3  | 4  | 19 | 15 | 53 | -38  |

|  | Qualification pour la Ligue des champions de la CAF 2008                                                                  |
|  | Qualification pour la Coupe de la confédération 2008                                                                      |
|  | Relégation directe en deuxième division                                                                                   |
|  | T : Tenant du titre CK : Vainqueur de la Coupe Kagame inter-club 2007 C : Vainqueur de la Coupe du Rwanda P : Promu de D2 |

## Bilan de la saison
| Championnat du Rwanda de football 2006-2007 |                          |
| Champion                                    | APR FC (9e titre)        |
| Coupes et trophées                          |                          |
| Vainqueur de la Coupe du Rwanda 2006-2007   | APR FC                   |
| Qualifications continentales                |                          |
| Ligue des champions de la CAF 2008          | APR FC                   |
| Coupe de la confédération 2008              | Rayon Sports FC          |
| Coupe Kagame inter-club 2008                | APR FC (tenant du titre) |
| Coupe Kagame inter-club 2008                | Rayon Sports FC          |
| Promotions et relégations                   |                          |
| Promus en Première division                 | Electrogaz FC            |
| Promus en Première division                 | Military Police FC       |
| Relégués en Deuxième division               | Umuraybo Football Club   |
| Relégués en Deuxième division               | Espoir FC                |
| Relégués en Deuxième division               | La Jeunesse FC           |
| Relégués en Deuxième division               | Zèbres FC                |